# Асаново (Костромская область)
Асаново — деревня в Судиславском сельском поселении Судиславского района Костромской области России. 

## География
Деревня расположена на автодороге Судиславль — Сырнево.

## История
Согласно Спискам населенных мест Российской империи в 1872 году деревня Осаново относилась к 1 стану Костромского уезда Костромской губернии. В ней числилось 14 дворов, проживало 35 мужчин и 30 женщин.
Согласно переписи населения 1897 года в деревне Асаново проживало 115 человек (40 мужчин и 75 женщин).
Согласно Списку населенных мест Костромской губернии в 1907 году деревня относилась к Белоречинской волости Костромского уезда Костромской губернии. По сведениям волостного правления за 1907 год в ней числился 31 крестьянский двор и 124 жителя. Основным занятием жителей была работа сернозуб...
До муниципальной реформы 2010 года деревня входила в состав Фадеевского сельского поселения Судиславского района.

## Население
| 2008 | 2010 | 2014 |
| ---- | ---- | ---- |
| 17   | ↘6   | ↗25  |